# Foge-s
Foge-s är de s som utgör interfix, det vill säga läggs in i fogarna mellan sammansatta ord i svenskan. Till exempel dagskassa är ett ord med foge-s. Det finns några grammatiska regler, men det finns också gott om undantag.

## Regler
De grammatiska reglerna är:
- Ljudregeln: Om ett ord slutar på s eller på ett sje-ljud, ska det inte ha ett foge-s, eftersom det då blir för svårt att uttala. Till exempel: dagiskö, måsvinge eller garageport.
- I ord där förleden, det vill säga den första halvan av ordet, är ett sammansatt ord, används foge-s. Till exempel fotbollsmål, där förledet fotboll är sammansatt av fot och boll. Men det finns undantag och Svenska Fotbollförbundet är ett välkänt exempel, som enligt Svenska Akademins ordlista borde ha ett foge-s. Namnet har funnits sedan 1904 och fotbollsförbundet har vägrat att ändra det. Förr var den vanligaste formen på många ord nämligen utan foge-s. Även begreppet bollklubb kan här spela in.[1]

Praktisk regel:
- Den praktiska regeln är inte grammatisk, utan är endast ett tips, när det kan vara svårt att avgöra om det ska vara foge-s eller inte. Detta tips går ut på att jämföra ord med samma förled och se om det är vanligast, med eller utan foge-s och därefter dra en slutsats. Det som visar sig vara vanligast bör det då vara. Ord som har tid som förled får oftast ett foge-s, till exempel tidsplan eller tidsmarginal. Men ett undantag är exempelvis tidtagning. Därför förespråkar också den praktiska regeln att titta i Svenska Akademiens ordlista. När ett förled har sammansättningar både med och utan foge-s är det betydelsen som avgör valet (se Betydelseförändring nedan).

### Ändelser efter vilka interfix utesluts
Olika ändelser kan också avgöra om ett sammansatt ord ska ha foge-s. Sammansatta ord, där förledet slutar på ändelser som - ande, -ende, -else, -el, -en, -er,  -ar  eller -on får oftast inte foge-s (ordslut på -ion får dock alltid foge-s). Exempel här är meddelandesignal, påminnelsebrev, terrängcykeltävling, varmvattenkran och hallonsylt.

## Betydelseförändring
Ett sammansatt ord kan få olika betydelse beroende på om foge-s används eller ej. ”Veckans fynd: brun herrskinnsjacka 900 kronor”. Jackan är gjord av herrskinn, när s:et får den placeringen i den treledade sammansättningen. 
Betydelseskillnad förklarar också varför "landsvägen" har foge-s men inte "landvägen". Landsvägar är landets vägar men landvägen är en typ av väg (på land). På samma sätt är landslagen landets lag men landlagen är en typ av lag (som gäller mark). 

## Andra interfix
Det finns fler foge-bokstäver (fogemorfem) än s. Vokalerna o, e, a och u är andra vanliga foge-bokstäver, (även kallat foge-vokaler). Några exempel på sammansättningar med dessa bokstäver kan vara: kyrkogård, nämndeman, kungadöme och gatukök. Det finns också sammansättningar då foge-vokalerna inte används, där förleden är desamma som ovan, till exempel kyrkklocka, gatsten, nämndsekreterare. Samma betydelseskillnad som ovan avgör valet. Kyrkogård är kyrkans gård men kyrkklocka är en typ av klocka (avsedd för kyrkor).